# جوليان فاي لوند
جوليان فاي لوند (بالنرويجية: Julian Faye Lund)‏ هو لاعب كرة قدم نرويجي في مركز حراسة المرمى، ولد في 20 مايو 1999 في أوسلو في النرويج. لعب مع نادي روسنبورغ.

## وصلات خارجية
- جوليان فاي لوند على موقع اتحاد النرويج (النرويجية)
- جوليان فاي لوند على موقع قاعدة بيانات كرة القدم.إي يو (الإنجليزية)
- جوليان فاي لوند على موقع Soccerway.com (الإنجليزية)
- جوليان فاي لوند على موقع AS.com (الإسبانية)